# Badile Lubamba
Badile Lubamba (Kinshasa, Zaire, 1976. április 26. –) honosított svájci Kongói DK labdarúgóhátvéd.